# 知多郡
- 令制国一覧 > 東海道 > 尾張国 > 知多郡
- 日本 > 中部地方 > 愛知県 > 知多郡

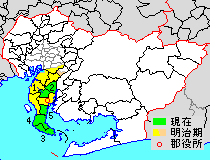
愛知県知多郡の位置（1.阿久比町 2.東浦町 3.南知多町 4.美浜町 5.武豊町 薄黄：後に他郡に編入された区域 水色：後に他郡から編入した区域）

知多郡（ちたぐん）は、愛知県（尾張国）の郡。日本の郡では福岡県糟屋郡、沖縄県中頭郡に続いて3番目に人口が多い。
人口156,522人、面積165.74km²、人口密度944人/km²。（2025年2月1日、推計人口）
現在は以下の5町である。
- 阿久比町（あぐいちょう）
- 東浦町（ひがしうらちょう）
- 南知多町（みなみちたちょう）
- 美浜町（みはまちょう）
- 武豊町（たけとよちょう）

## 郡域
1878年（明治11年）に行政区画として発足した当時の郡域は知多半島とほぼ一致している。上記5町のほか、下記の区域にあたる。
- 名古屋市
  - 緑区の一部（概ね大高町、有松、有松町大字桶狭間以南および青山・左京山の各一部）
- 半田市・常滑市・大府市・知多市の全域
- 東海市の大部分（南柴田町を除く）
- 豊明市の一部（栄町・新栄町・阿野町および三崎町の一部）

## 歴史

### 郡名の由来
「知多」という地名は少なくとも飛鳥時代の7世紀には確認でき、成立は相当に古いため由来が定かではない。田が多いという意味で「千田」の転とする説、｢チ｣は「津（ツ）｣の転で港の意とする説、「茅田」の転でチガヤが多い地とする説などがある。

### 古代

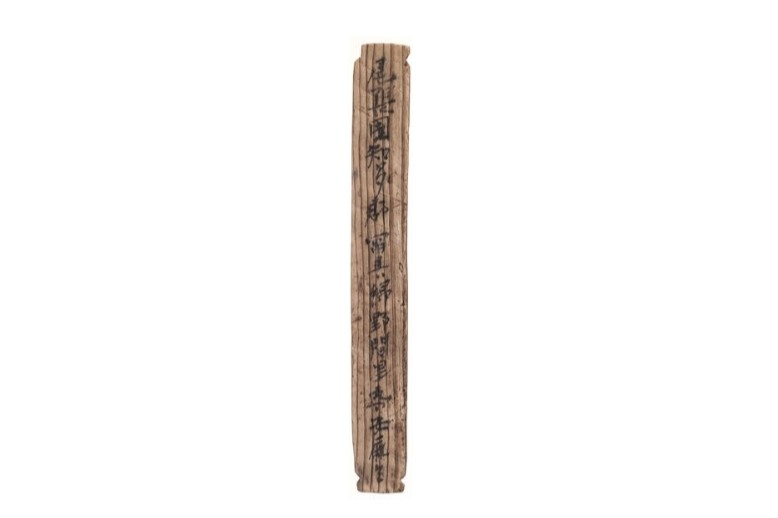
「尾張国知多郡冨具郷野間里」と書かれた木簡（奈良国立文化財研究所）

7世紀後半の評制下で設置された知多評を前身とする。藤原宮から出土した木簡に「辛卯年十月尾治国知多評」とあり、691年の段階で知多評が置かれていたことが確認できる。「知田評 阿具比里」と書かれた木簡も見つかっており、「知田評」という表記も用いられていたことがわかる。701年（大宝元年）に評が郡へと移行し、知多評が知多郡となった。平安中期成立の『延喜式』には「知多郡」との記載がみられ、同じく平安中期の『和名類聚抄』では「智多郡」と表記している。
古代の知多郡の領域は、近世以降の知多郡の領域とは若干異なっている。離島の佐久島（古代名：析嶋）・日間賀島（古代名：比莫嶋）・篠島（古代名：篠嶋）は、古代は三河国幡豆郡に所属していたことが多数の出土木簡から判明している。また、北部の愛知郡との境界が近世以降よりも南にあったことが知られている。『延喜式』には愛知郡の式内社として「火上姉子神社」（近世の知多郡大高村に所在）の記載があることから、現在の名古屋市緑区大高町から東海市北部や大府市北部にかけての地域が知多郡ではなく愛知郡であったことが推定されている。

#### 郷
平安中期に成立した『和名類聚抄』に尾張国智多郡の郷として掲載されているのは以下の通り。
- 番賀（はが）
  - 現在の知多市北部から東海市南部に比定される[5]。平城宮出土木簡に「尾張国智多郡番賀郷花井里」とある[5]。花井里については定かでないが、中世に「花井」氏を名乗る人物が現在の東海市南部に存在した記録が残っていることと関連視する説がある[5]。
- 贄代（にえしろ）
  - 平城宮出土木簡に「尾張国智多郡贄代郷朝倉里」とあるため、現在の知多市朝倉（近世の朝倉村）を含む一帯の地域に比定される[5]。
- 富具（ふぐ）
  - 平城京出土木簡に「尾張国知多郡富具郷野間里」とあるため、現在の美浜町野間を含む一帯の地域に比定される[5]。現在でも美浜町に「富具﨑」の名が残っており、これが遺称地と考えられている[5]。
- 但馬（たじま）
  - 知多半島南部すなわち南知多町から美浜町河和にかけての地域に比定される[5]。鎌倉期の文書に「但馬保内 阿和・大井」とあり[5]、中世は但馬保となっていた。平城京出土木簡には「尾張国智多但馬郷区豆里」とある[5]。区豆里については、近世の楠村や『尾張国内神名帳』に記載がある「久須天神」と関連視して、現在の南知多町内海字楠に比定する説がある[5]。
- 英比（あぐい）
  - 現在の阿久比町から半田市一帯の地域に比定される[5]。691年に書かれたとみられる藤原宮出土木簡に「阿具比里」、平城京出土木簡に「英比郷上村里」とある[5]。713年の好字二字令により「阿具比」から「英比」へ表記変更が成されたと推定されている[5]。上村里は、近世の植村（現在の阿久比町植大）に比定される[5]。

この他に以下のような『和名類聚抄』不記載の郷里が木簡などから確認されている。
- 入海（いるみ/いりみ）
  - 藤原宮出土木簡に「尾治国知多評 入見里」、平城京出土木簡に「尾張国知多郡入海郷」とある[5]。『延喜式』神名帳に「入見神社」、『尾張国内神名帳』に「入海天神」の記載がありこれらの神社名と関連する地名とみられる[5]。入見神社の位置については現在南知多町の入見神社とする説と東浦町の入海神社とする説があり不詳である[5]。
- 大御野（おおみの）
  - 平城京出土木簡に「尾張国知多郡大御野里」とある[5]。現在の常滑市大野に比定される[5]。713年の好字二字令により「大御野」から「大野」へ表記変更が成されたと推定されている[5]。中世以降の大野荘にあたる[5]。
- 須佐（すさ）
  - 平城京出土木簡に「尾張国知多郡□□郷須佐里」とあるので、何らかの郷の下の置かれた里（コザト）と考えられる[5]。現在も「須佐ノ浦」という地名が残っている南知多町豊浜の周辺に比定される。なお万葉集で「すさの入江」が詠まれた歌があり、これも須佐里に関連するものと考えられている。
- 御宅（みやけ）
  - 平城宮出土木簡に「尾張国知多郡御宅里 大塩尻」とある[5]。比定地は不詳だが、東海市名和に「三宅山」の地名が残ることからこの地域に比定する説や製塩遺跡のある東海市大田町に比定する説がある[5]。

#### 式内社
『延喜式』神名帳に記される郡内の式内社。
| 神名帳                   | 神名帳   | 神名帳 | 神名帳         | 比定社                             | 比定社                              | 比定社 | 集成 |
| 社名                     | 読み     | 格     | 付記           | 社名                               | 所在地                              | 備考   | 集成 |
| ------------------------ | -------- | ------ | -------------- | ---------------------------------- | ----------------------------------- | ------ | ---- |
| 尾張国知多郡 3座（並小） |          |        |                |                                    |                                     |        |      |
| 入見神社                 | イルミノ | 小     |                | （論）入海神社                     | 愛知県知多郡東浦町緒川屋敷壱区48    |        |      |
| 入見神社                 | イルミノ | 小     | （論）入見神社 | 愛知県知多郡南知多町内海中之郷23-3 |                                     |        |      |
| 阿久比神社               | アクヒノ | 小     |                | （論）阿久比神社                   | 愛知県知多郡阿久比町阿久比北下川49  |        |      |
| 羽豆神社                 | ハツノ   | 小     |                | 羽豆神社                           | 愛知県知多郡南知多町大字師崎明神山2 |        |      |
| 凡例を表示               |          |        |                |                                    |                                     |        |      |

### 近世以降の沿革
- 「旧高旧領取調帳」に記載されている明治初年時点での支配は以下の通り。●は村内に寺社領が存在。（146村）

| 知行   | 知行                     | 村数  | 村名 |
| ------ | ------------------------ | ----- | --- |
| 藩領   | 尾張名古屋藩             | 141村 | 有松村、大高村、込高新田村、富田村、姫島村、白沢村、草木村、坂部村、卯之山村、稗之宮村、椋原村、矢口村、高岡村、角岡村、大古根村、植村、岩滑村、横松村、萩村、宮津村、板山村、福住村、吉川村、半月村、猪伏村、長草村、木之山村、八ツ屋新田、又右衛門新田、追分村、追分新田、伊右衛門新田、桶迫間村、落合村、東阿野村、大脇村、近崎村、北尾村、横根村、●大府村、広恵新田、村木村、●緒川村、石浜村、生路村、藤江村、有脇村、半田村、長尾村、大足村、東大高村、市原村、富貴村、布土村、時志村、北方村、河和村、古布村、浦戸村、矢梨村、切山村、乙方村、山田村、大井村、片名村、須佐村、中須村、師崎村、名和村、寺中村、渡内村、平島村、清水村、木庭村、大里村、横須賀村、木田村、加木屋村、藪村、平井村、中島村、迫間村、堀之内村、朝倉村、佐布里村、古見村、岡田村、森村、鍛治屋村、松原村、羽根村、北粕谷村、南粕谷村、大興寺村、矢田村、久米村、前山村、石瀬村、宮山村、大草村、小倉村、大野村、鬼ヶ崎新田村、●西之口村、●榎戸村、多屋村、北条村、瀬木村、●常滑村、樽水村、西阿野村、熊野村、古場村、苅屋村、檜原村、大谷村、小鈴谷村、広目村、坂井村、上野間村、北奥田村、南奥田村、●柿並村、一色村、細目村、小野浦村、岡部村、中之郷村、北脇村、馬場村、西端村、東端村、利屋村、名切村、楠村、内福寺村、岩屋寺村、久村、大泊村、篠島村、日間賀島村 |
| 藩領   | 名古屋藩・尾張犬山藩     | 4村   | 亀崎村、乙川村、●成岩村、吹越村 |
| その他 | 名古屋藩・加藤図書助知行 | 1村   | 加家村 |

- 明治4年
  - 7月14日（1871年8月29日） - 廃藩置県により名古屋県、犬山県の管轄となる。
  - 11月15日（1871年12月26日） - 第1次府県統合により全域が額田県の管轄となる。
- 明治5年11月27日（1872年12月27日） - 愛知県の管轄となる。
- 明治初年 - 鬼ヶ崎新田村が榎戸村に合併。（145村）
- 明治9年（1876年） - 落合村・大脇村・東阿野村が合併して栄村となる。（143村）
- 明治10年（1877年） - 以下の各村の統合が行われる。（116村）

- 吉田村 ← 吉川村、半月村
- 森岡村 ← 猪伏村、村木村
- 共和村 ← 長草村、木之山村、八ツ屋新田、又右衛門新田、追分村、追分新田、伊右衛門新田、桶迫間村
- 北崎村 ← 近崎村、北尾村

- 広田村 ← 藤江村、有脇村
- 旭村 ← 大井村、片名村
- 鴻崎村 ← 師崎村、篠島村、日間賀島村
- 荒尾村 ← 寺中村、渡内村、平島村、清水村、加家村
- 大田村 ← 大里村、木田村

- 岩滑村が半田村に、広恵新田が大府村に、藪村が横須賀村に、多屋村・北条村・瀬木村が常滑村に、西之口村・榎戸村が大野村にそれぞれ合併。

- 明治11年（1878年）12月20日 - 郡区町村編制法の愛知県での施行により、行政区画としての知多郡が発足。郡役所が半田村に設置。同年、以下の各村の統合が行われる。（49村）

- 富木島村 ← 富田村、姫島村、木庭村
- 阿久比村 ← 白沢村、草木村、坂部村、卯之山村、稗之宮村、椋原村、矢口村、高岡村、角岡村、大古根村、植村、横松村、萩村、宮津村、板山村、福住村
- 生浜村 ← 石浜村、生路村
- 武豊村 ← 長尾村、大足村
- 三芳村 ← 東大高村、市原村、富貴村
- 富沢村 ← 布土村、時志村、北方村
- 三和村 ← 河和村、古布村、浦戸村
- 豊丘村 ← 矢梨村、切山村、乙方村、山田村
- 豊浜村 ← 須佐村、中須村
- 八幡村 ← 平井村、中島村、迫間村、堀之内村
- 新知村 ← 朝倉村、古見村

- 日長村 ← 森村、鍛治屋村、松原村
- 金沢村 ← 羽根村、北粕谷村、南粕谷村、大興寺村、大草村
- 米田村 ← 矢田村、久米村
- 金山村 ← 前山村、石瀬村、宮山村、小倉村
- 佐合村 ← 樽水村、西阿野村
- 中橋村 ← 熊野村、古場村、苅屋村、檜原村
- 三谷村 ← 大谷村、小鈴谷村、広目村
- 奥田村 ← 北奥田村、南奥田村
- 稲早村 ← 坂井村、上野間村
- 野間村 ← 柿並村、一色村、細目村、小野浦村
- 内海村 ← 岡部村、中之郷村、北脇村、馬場村、西端村、東端村、利屋村、名切村、楠村、内福寺村、吹越村
- 山海村 ← 岩屋寺村、久村、大泊村

- 込高新田村が大高村に合併。

- 明治14年（1881年）（56村）
  - 鴻崎村が分割して師崎村・篠島村・日間賀島村となる。
  - 稲早村が分割して坂井村・上野間村となる。
  - 共和村の一部が分立して桶狭間村となる。
  - 金沢村の一部が分立して南粕谷村・大興寺村・大草村となる。
- 明治15年（1882年）（62村）
  - 生浜村が分割して石浜村・生路村となる。
  - 広田村が分割して藤江村・有脇村となる。
  - 共和村の一部が分立して長草村となる。
  - 野間村の一部が分立して小野浦村となる。
  - 横須賀村の一部が分立して高横須賀村・養父村となる。
- 明治16年（1883年）（72村）
  - 三芳村が分割し、一部（旧東大高村）が東大高村、残部（旧市原村・旧富貴村）が富貴村となる。
  - 米田村が分割して矢田村・久米村となる。
  - 佐合村が分割して樽水村・西阿野村となる。
  - 中橋村が分割して熊野村・古場村・苅屋村・檜原村となる。
  - 栄村の一部が分立して東阿野村となる。
  - 大野村の一部が分立して西之口村・榎戸村・蒲池村となる。
- 明治17年（1884年）（89村）
  - 富沢村が分割して布土村・時志村・北方村となる。
  - 三和村が分割して河和村・古布村・浦戸村となる。
  - 旭村が分割して大井村・片名村となる。
  - 三谷村が分割して大谷村・小鈴谷村・広目村となる。
  - 阿久比村の一部が分立して白沢村・草木村・卯坂村・椋岡村・矢高村・植大村・横松村・萩村・宮津村・板山村・福住村となる。
  - 常滑村の一部が分立して多屋村となる。
  - 熊野村・檜原村が古場村に合併。
- 明治20年（1887年） - 石浜村・生路村が合併して生浜村となる。（88村）

### 町村制以降の沿革

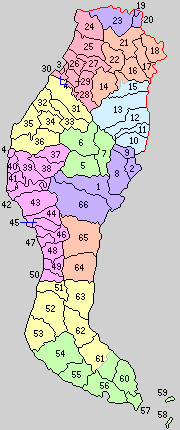
1.半田町 2.亀崎町 3.横須賀町 4.大野町 5.阿久比村 6.上阿久比村 7.東阿久比村 8.乙川村 9.有脇村 10.藤江村 11.生路村 12.石浜村 13.緒川村 14.吉田村 15.森岡村 16.大府村 17.横根村 18.北崎村 19.有松村 20.桶狭間村 21.共和村 22.長草村 23.大高村 24.名和村 25.荒尾村 26.大田村 27.富木島村 28.加木屋村 29.高横須賀村 30.養父村 31.八幡村 32.新知村 33.佐布里村 34.岡田村 35.日長村 36.金沢村 37.矢田村 38.久米村 39.金山村 40.西之口村 41.榎戸村 42.多屋村 43.常滑村 44.樽水村 45.西阿野村 46.古場村 47.苅屋村 48.大谷村 49.小鈴谷村 50.坂井村 51.上野間村 52.奥田村 53.野間村 54.内海村 55.山海村 56.豊浜村 57.師崎村 58.篠島村 59.日間賀島村 60.大井村 61.豊丘村 62.河和村 63.布土村 64.富貴村 65.武豊村 66.成岩村（上紫：名古屋市 下紫：半田市 桃：常滑市 赤：東海市 上橙：大府市 上黄：知多市 上緑：阿久比町 水色：東浦町 下緑：南知多町 下黄：美浜町 下橙：武豊町）

- 明治22年（1889年）10月1日 - 町村制の施行により、以下の町村が発足。［ ］は合併した村。（4町62村）
  - 半田町、亀崎町（現・半田市）
  - 横須賀町（現・東海市）
  - 大野町（現・常滑市）
  - 阿久比村［阿久比村・椋岡村・矢高村・植大村］、上阿久比村［卯坂村・草木村・白沢村］、東阿久比村［宮津村・板山村・福住村・萩村・横松村］（現・阿久比町）
  - 乙川村、有脇村（現・半田市）
  - 藤江村、生路村［生浜村の一部］、石浜村［生浜村の一部］、緒川村（現・東浦町）
  - 吉田村（現・大府市）
  - 森岡村（現・大府市、東浦町）
  - 大府村、横根村、北崎村（現・大府市）
  - 有松村、桶狭間村（現・名古屋市）
  - 共和村、長草村（現・大府市）
  - 大高村（現・名古屋市）
  - 名和村［名和村・愛知郡南柴田新田］、荒尾村、大田村、富木島村、加木屋村、高横須賀村、養父村（現・東海市）
  - 八幡村、新知村、佐布里村、岡田村、日長村、金沢村［南粕谷村・大興寺村・金沢村・大草村］（現・知多市）
  - 矢田村、久米村、金山村、西ノ口村［西之口村・蒲池村］、榎戸村、多屋村、常滑村、樽水村、西阿野村、古場村［古場村・熊野村・檜原村］、苅屋村、大谷村、小鈴谷村［小鈴谷村・広目村］、坂井村（現・常滑市）
  - 上野間村、奥田村、野間村［野間村・小野浦村］（現・美浜町）
  - 内海村、山海村、豊浜村、師崎村、篠島村、日間賀島村、大井村［大井村・片名村］（現・南知多町）
  - 豊丘村［豊丘村・古布村］（現・南知多町、美浜町）
  - 河和村［河和村・浦戸村］、布土村［布土村・北方村・時志村］（現・美浜町）
  - 富貴村［富貴村・東大高村］、武豊村（現・武豊町）
  - 成岩村（現・半田市）
  - 東阿野村・栄村が愛知郡豊明村の一部となる。
- 明治23年（1890年）12月17日（6町60村）
  - 成岩村が町制施行して成岩町となる。
  - 常滑村が町制施行して常滑町となる。
- 明治24年（1891年）
  - 2月17日 - 武豊村が町制施行して武豊町となる。（7町59村）
  - 4月1日
    - 郡制を施行。
    - 生路村・石浜村が合併して生浜村が発足。（7町58村）
- 明治25年（1892年）
  - 5月31日 - 生浜村が分割し、一部（生路）の区域に生路村、残部（石浜）の区域に石浜村がそれぞれ発足。（7町59村）
  - 9月13日（8町57村）
    - 桶狭間村が共和村に編入。
    - 有松村が町制施行して有松町となる。
- 明治26年（1893年）
  - 11月8日 - 内海村が町制施行して内海町となる。（9町56村）
  - 12月4日 - 共和村の一部（桶狭間）が有松町に編入。
- 明治27年（1894年）9月8日（11町54村）
  - 大高村が町制施行して大高町となる。
  - 師崎村が町制施行して師崎町となる。
- 明治36年（1903年）5月6日（13町52村）
  - 河和村が町制施行して河和町となる。
  - 岡田村が町制施行して岡田町となる。
- 明治38年（1905年）2月1日 - 豊浜村が町制施行して豊浜町となる。（14町51村）
- 明治39年（1906年）
  - 5月1日 - 以下の町村の統合が行われる[9]。いずれも新設合併。（14町17村）
    - 師崎町 ← 大井村、師崎町
    - 内海町 ← 山海村、内海町
    - 阿久比村 ← 阿久比村、東阿久比村、上阿久比村
    - 横須賀町 ← 大田村、加木屋村、横須賀町、高横須賀村、養父村
    - 上野村 ← 名和村、荒尾村、富木島村
    - 三和村 ← 矢田村、久米村、金山村
    - 鬼崎村 ← 西ノ口村、榎戸村、多屋村
    - 枳豆志村 ← 樽水村、西阿野村、苅屋村、古場村
    - 東浦村 ← 藤江村、石浜村、生路村、緒川村、森岡村［村木[10]］
    - 大府村 ← 大府村、吉田村、北崎村、横根村、長草村、共和村、森岡村［猪伏[11]］
    - 亀崎町 ← 亀崎町、有脇村、乙川村
    - 八幡村 ← 八幡村、新知村、佐布里村
    - 旭村 ← 日長村、金沢村

  - 7月1日 - 以下の町村の統合が行われる。いずれも新設合併。（14町14村）
    - 野間村 ← 奥田村、野間村
    - 河和町 ← 布土村、河和町、豊丘村［古布[12]・矢梨・切山[13]］
    - 豊浜町 ← 豊浜町、豊丘村［山田・乙方[14]］
    - 小鈴谷村 ← 小鈴谷村、大谷村、上野間村、坂井村
- 明治44年（1911年）12月10日 - 枳豆志村が町制施行・改称して西浦町となる。（15町13村）
- 大正4年（1915年）11月1日 - 大府村が町制施行して大府町となる。（16町12村）
- 大正11年（1922年）4月1日 - 八幡村が町制施行して八幡町となる。（17町11村）
- 大正12年（1923年）4月1日 - 郡会が廃止。郡役所は存続。
- 大正15年（1926年）7月1日 - 郡役所が廃止。以降は地域区分名称となる。
- 昭和12年（1937年）10月1日 - 半田町・亀崎町・成岩町が合併して半田市が発足し、郡より離脱。（14町11村）
- 昭和15年（1940年）2月11日 - 上野村が町制施行して上野町となる。（15町10村）
- 昭和17年（1942年）7月1日 - 野間村が町制施行して野間町となる。（16町9村）
- 昭和23年（1948年）6月1日 - 東浦村が町制施行して東浦町となる。（17町8村）
- 昭和26年（1951年）10月1日 - 鬼崎村が町制施行して鬼崎町となる。（18町7村）
- 昭和27年（1952年）
  - 4月1日 - 旭村が町制施行して旭町となる。（19町6村）
  - 7月1日 - 小鈴谷村が町制施行して小鈴谷町となる。（20町5村）
- 昭和28年（1953年）1月1日 - 阿久比村が町制施行して阿久比町となる。（21町4村）
- 昭和29年（1954年）
  - 4月1日 - 常滑町・鬼崎町・西浦町・大野町・三和村が合併して常滑市が発足し、郡より離脱。（17町3村）
  - 10月5日 - 武豊町・富貴村が合併し、改めて武豊町が発足。（17町2村）
- 昭和30年（1955年）
  - 4月1日（14町2村）
    - 河和町・野間町が合併して美浜町が発足。
    - 八幡町・岡田町・旭町が合併して知多町が発足。
- 昭和32年（1957年）3月31日 - 小鈴谷町が分割し、一部（小鈴谷・広目・大谷・坂井）が常滑市に、残部（上野間）が美浜町にそれぞれ編入。（13町2村）
- 昭和36年（1961年）6月1日 - 内海町・豊浜町・師崎町・篠島村・日間賀島村が合併して南知多町が発足。（11町）
- 昭和39年（1964年）12月1日 - 有松町・大高町が名古屋市に編入。緑区の一部となる。（9町）
- 昭和44年（1969年）4月1日 - 上野町・横須賀町が合併して東海市が発足し、郡より離脱。（7町）
- 昭和45年（1970年）9月1日（5町）
  - 大府町が市制施行して大府市が発足し、郡より離脱。
  - 知多町が市制施行して知多市が発足し、郡より離脱。

### 変遷表
| 明治22年以前             | 明治22年以前 | 明治22年以前   | 明治22年以前   | 明治22年以前   | 明治22年10月1日       | 明治22年 - 明治38年          | 明治22年 - 明治38年          | 明治22年 - 明治38年          | 明治39年 - 大正15年                               | 明治39年 - 大正15年                               | 昭和元年 - 昭和34年               | 昭和元年 - 昭和34年                       | 昭和35年 - 昭和64年                 | 平成元年 - 現在       | 現在          |
| ------------------------ | ------------ | -------------- | -------------- | -------------- | --------------------- | ---------------------------- | ---------------------------- | ---------------------------- | ------------------------------------------------- | ------------------------------------------------- | --------------------------------- | ----------------------------------------- | ----------------------------------- | --------------------- | ------------- |
| 落合村                   | 栄村         | 栄村           | 栄村           | 栄村           | 愛知郡 豊明村（一部） | 愛知郡 豊明村（一部）        | 愛知郡 豊明村（一部）        | 愛知郡 豊明村（一部）        | 明治39年5月10日 沓掛村と合併 愛知郡豊明村（一部） | 明治39年5月10日 沓掛村と合併 愛知郡豊明村（一部） | 愛知郡 豊明村（一部）             | 昭和32年1月1日 町制 愛知郡豊明町 （一部） | 昭和47年1月1日 市制 豊明市（一部）  | 豊明市 （一部）       | 豊明市        |
| 大脇村                   | 栄村         | 栄村           | 栄村           | 栄村           | 愛知郡 豊明村（一部） | 愛知郡 豊明村（一部）        | 愛知郡 豊明村（一部）        | 愛知郡 豊明村（一部）        | 明治39年5月10日 沓掛村と合併 愛知郡豊明村（一部） | 明治39年5月10日 沓掛村と合併 愛知郡豊明村（一部） | 愛知郡 豊明村（一部）             | 昭和32年1月1日 町制 愛知郡豊明町 （一部） | 昭和47年1月1日 市制 豊明市（一部）  | 豊明市 （一部）       | 豊明市        |
| 東阿野村                 | 栄村         | 栄村           | 東阿野村       | 東阿野村       | 愛知郡 豊明村（一部） | 愛知郡 豊明村（一部）        | 愛知郡 豊明村（一部）        | 愛知郡 豊明村（一部）        | 明治39年5月10日 沓掛村と合併 愛知郡豊明村（一部） | 明治39年5月10日 沓掛村と合併 愛知郡豊明村（一部） | 愛知郡 豊明村（一部）             | 昭和32年1月1日 町制 愛知郡豊明町 （一部） | 昭和47年1月1日 市制 豊明市（一部）  | 豊明市 （一部）       | 豊明市        |
| 大高村                   | 大高村       | 大高村         | 大高村         | 大高村         | 大高村                | 大高村                       | 大高村                       | 明治27年9月8日 町制 大高町   | 大高町                                            | 大高町                                            | 大高町                            | 大高町                                    | 昭和39年12月1日 名古屋市緑区 に編入 | 名古屋市 緑区（一部） | 名古屋市 緑区 |
| 込高新田                 |              | 大高村         | 大高村         | 大高村         | 大高村                | 大高村                       | 大高村                       | 明治27年9月8日 町制 大高町   | 大高町                                            | 大高町                                            | 大高町                            | 大高町                                    | 昭和39年12月1日 名古屋市緑区 に編入 | 名古屋市 緑区（一部） | 名古屋市 緑区 |
| 有松村                   | 有松村       | 有松村         | 有松村         | 有松村         | 有松村                | 有松村                       | 明治25年9月13日 町制 有松町  | 明治25年9月13日 町制 有松町  | 有松町                                            | 有松町                                            | 有松町                            | 有松町                                    | 昭和39年12月1日 名古屋市緑区 に編入 | 名古屋市 緑区（一部） | 名古屋市 緑区 |
| 桶狭間村                 | 共和村       | 共和村         | 桶狭間村       | 桶狭間村       | 桶狭間村              | 桶狭間村                     | 明治25年9月13日 共和村に編入 | 明治26年1月1日 有松町に編入  | 有松町                                            | 有松町                                            | 有松町                            | 有松町                                    | 昭和39年12月1日 名古屋市緑区 に編入 | 名古屋市 緑区（一部） | 名古屋市 緑区 |
| 追分村                   | 共和村       | 共和村         | 共和村         | 共和村         | 共和村                | 共和村                       | 共和村                       | 共和村                       | 明治39年5月1日 合併 大府村                        | 大正4年11月1日 町制 大府町                        | 大府町                            | 大府町                                    | 昭和45年9月1日 市制 大府市          | 大府市                | 大府市        |
| 横根追分村               | 共和村       | 共和村         | 共和村         | 共和村         | 共和村                | 共和村                       | 共和村                       | 共和村                       | 明治39年5月1日 合併 大府村                        | 大正4年11月1日 町制 大府町                        | 大府町                            | 大府町                                    | 昭和45年9月1日 市制 大府市          | 大府市                | 大府市        |
| 追分新田                 | 共和村       | 共和村         | 共和村         | 共和村         | 共和村                | 共和村                       | 共和村                       | 共和村                       | 明治39年5月1日 合併 大府村                        | 大正4年11月1日 町制 大府町                        | 大府町                            | 大府町                                    | 昭和45年9月1日 市制 大府市          | 大府市                | 大府市        |
| 木之山村                 | 共和村       | 共和村         | 共和村         | 共和村         | 共和村                | 共和村                       | 共和村                       | 共和村                       | 明治39年5月1日 合併 大府村                        | 大正4年11月1日 町制 大府町                        | 大府町                            | 大府町                                    | 昭和45年9月1日 市制 大府市          | 大府市                | 大府市        |
| 八ツ屋新田               | 共和村       | 共和村         | 共和村         | 共和村         | 共和村                | 共和村                       | 共和村                       | 共和村                       | 明治39年5月1日 合併 大府村                        | 大正4年11月1日 町制 大府町                        | 大府町                            | 大府町                                    | 昭和45年9月1日 市制 大府市          | 大府市                | 大府市        |
| 又右衛門新田             | 共和村       | 共和村         | 共和村         | 共和村         | 共和村                | 共和村                       | 共和村                       | 共和村                       | 明治39年5月1日 合併 大府村                        | 大正4年11月1日 町制 大府町                        | 大府町                            | 大府町                                    | 昭和45年9月1日 市制 大府市          | 大府市                | 大府市        |
| 伊右衛門新田             | 共和村       | 共和村         | 共和村         | 共和村         | 共和村                | 共和村                       | 共和村                       | 共和村                       | 明治39年5月1日 合併 大府村                        | 大正4年11月1日 町制 大府町                        | 大府町                            | 大府町                                    | 昭和45年9月1日 市制 大府市          | 大府市                | 大府市        |
| 長草村                   | 共和村       | 共和村         | 長草村         | 長草村         | 長草村                | 長草村                       | 長草村                       | 長草村                       | 明治39年5月1日 合併 大府村                        | 大正4年11月1日 町制 大府町                        | 大府町                            | 大府町                                    | 昭和45年9月1日 市制 大府市          | 大府市                | 大府市        |
| 横根村                   | 横根村       | 横根村         | 横根村         | 横根村         | 横根村                | 横根村                       | 横根村                       | 横根村                       | 明治39年5月1日 合併 大府村                        | 大正4年11月1日 町制 大府町                        | 大府町                            | 大府町                                    | 昭和45年9月1日 市制 大府市          | 大府市                | 大府市        |
| 大府村                   | 大府村       | 大府村         | 大府村         | 大府村         | 大府村                | 大府村                       | 大府村                       | 大府村                       | 明治39年5月1日 合併 大府村                        | 大正4年11月1日 町制 大府町                        | 大府町                            | 大府町                                    | 昭和45年9月1日 市制 大府市          | 大府市                | 大府市        |
| 広恵新田                 | 大府村       | 大府村         | 大府村         | 大府村         | 大府村                | 大府村                       | 大府村                       | 大府村                       | 明治39年5月1日 合併 大府村                        | 大正4年11月1日 町制 大府町                        | 大府町                            | 大府町                                    | 昭和45年9月1日 市制 大府市          | 大府市                | 大府市        |
| 北尾村                   | 北崎村       | 北崎村         | 北崎村         | 北崎村         | 北崎村                | 北崎村                       | 北崎村                       | 北崎村                       | 明治39年5月1日 合併 大府村                        | 大正4年11月1日 町制 大府町                        | 大府町                            | 大府町                                    | 昭和45年9月1日 市制 大府市          | 大府市                | 大府市        |
| 近崎村                   | 北崎村       | 北崎村         | 北崎村         | 北崎村         | 北崎村                | 北崎村                       | 北崎村                       | 北崎村                       | 明治39年5月1日 合併 大府村                        | 大正4年11月1日 町制 大府町                        | 大府町                            | 大府町                                    | 昭和45年9月1日 市制 大府市          | 大府市                | 大府市        |
| 吉川村                   | 吉田村       | 吉田村         | 吉田村         | 吉田村         | 吉田村                | 吉田村                       | 吉田村                       | 吉田村                       | 明治39年5月1日 合併 大府村                        | 大正4年11月1日 町制 大府町                        | 大府町                            | 大府町                                    | 昭和45年9月1日 市制 大府市          | 大府市                | 大府市        |
| 半月村                   | 吉田村       | 吉田村         | 吉田村         | 吉田村         | 吉田村                | 吉田村                       | 吉田村                       | 吉田村                       | 明治39年5月1日 合併 大府村                        | 大正4年11月1日 町制 大府町                        | 大府町                            | 大府町                                    | 昭和45年9月1日 市制 大府市          | 大府市                | 大府市        |
| 猪伏村                   | 森岡村       | 森岡村         | 森岡村         | 森岡村         | 森岡村                | 森岡村                       | 森岡村                       | 森岡村                       | 明治39年5月1日 合併 大府村                        | 大正4年11月1日 町制 大府町                        | 大府町                            | 大府町                                    | 昭和45年9月1日 市制 大府市          | 大府市                | 大府市        |
| 村木村                   | 森岡村       | 森岡村         | 森岡村         | 森岡村         | 森岡村                | 森岡村                       | 森岡村                       | 森岡村                       | 明治39年5月1日 合併 東浦村                        | 明治39年5月1日 合併 東浦村                        | 昭和23年6月1日 町制 東浦町        | 昭和23年6月1日 町制 東浦町                | 東浦町                              | 東浦町                | 東浦町        |
| 緒川村                   | 緒川村       | 緒川村         | 緒川村         | 緒川村         | 緒川村                | 緒川村                       | 緒川村                       | 緒川村                       | 明治39年5月1日 合併 東浦村                        | 明治39年5月1日 合併 東浦村                        | 昭和23年6月1日 町制 東浦町        | 昭和23年6月1日 町制 東浦町                | 東浦町                              | 東浦町                | 東浦町        |
| 生路村                   | 生浜村       | 生浜村         | 生路村         | 生浜村         | 生路村                | 明治24年4月1日 合併 生浜村   | 明治25年5月31日 分立 生路村  | 明治25年5月31日 分立 生路村  | 明治39年5月1日 合併 東浦村                        | 明治39年5月1日 合併 東浦村                        | 昭和23年6月1日 町制 東浦町        | 昭和23年6月1日 町制 東浦町                | 東浦町                              | 東浦町                | 東浦町        |
| 石浜村                   | 生浜村       | 生浜村         | 石浜村         | 生浜村         | 石浜村                | 明治24年4月1日 合併 生浜村   | 明治25年5月31日 分立 石浜村  | 明治25年5月31日 分立 石浜村  | 明治39年5月1日 合併 東浦村                        | 明治39年5月1日 合併 東浦村                        | 昭和23年6月1日 町制 東浦町        | 昭和23年6月1日 町制 東浦町                | 東浦町                              | 東浦町                | 東浦町        |
| 藤江村                   | 広田村       | 広田村         | 藤江村         | 藤江村         | 藤江村                | 藤江村                       | 藤江村                       | 藤江村                       | 明治39年5月1日 合併 東浦村                        | 明治39年5月1日 合併 東浦村                        | 昭和23年6月1日 町制 東浦町        | 昭和23年6月1日 町制 東浦町                | 東浦町                              | 東浦町                | 東浦町        |
| 有脇村                   | 広田村       | 広田村         | 有脇村         | 有脇村         | 有脇村                | 有脇村                       | 有脇村                       | 有脇村                       | 明治39年5月1日 合併 亀崎町                        | 明治39年5月1日 合併 亀崎町                        | 昭和12年10月1日 合併・市制 半田市 | 昭和12年10月1日 合併・市制 半田市         | 半田市                              | 半田市                | 半田市        |
| 亀崎村                   | 亀崎村       | 亀崎村         | 亀崎村         | 亀崎村         | 亀崎町                | 亀崎町                       | 亀崎町                       | 亀崎町                       | 明治39年5月1日 合併 亀崎町                        | 明治39年5月1日 合併 亀崎町                        | 昭和12年10月1日 合併・市制 半田市 | 昭和12年10月1日 合併・市制 半田市         | 半田市                              | 半田市                | 半田市        |
| 乙川村                   | 乙川村       | 乙川村         | 乙川村         | 乙川村         | 乙川村                | 乙川村                       | 乙川村                       | 乙川村                       | 明治39年5月1日 合併 亀崎町                        | 明治39年5月1日 合併 亀崎町                        | 昭和12年10月1日 合併・市制 半田市 | 昭和12年10月1日 合併・市制 半田市         | 半田市                              | 半田市                | 半田市        |
| 半田村                   | 半田村       | 半田村         | 半田村         | 半田村         | 半田町                | 半田町                       | 半田町                       | 半田町                       | 半田町                                            | 半田町                                            | 昭和12年10月1日 合併・市制 半田市 | 昭和12年10月1日 合併・市制 半田市         | 半田市                              | 半田市                | 半田市        |
| 成岩村                   | 成岩村       | 成岩村         | 成岩村         | 成岩村         | 成岩村                | 明治23年12月17日 町制 成岩町 | 明治23年12月17日 町制 成岩町 | 明治23年12月17日 町制 成岩町 | 成岩町                                            | 成岩町                                            | 昭和12年10月1日 合併・市制 半田市 | 昭和12年10月1日 合併・市制 半田市         | 半田市                              | 半田市                | 半田市        |
| 岩滑村                   | 成岩村       | 成岩村         | 成岩村         | 成岩村         | 成岩村                | 明治23年12月17日 町制 成岩町 | 明治23年12月17日 町制 成岩町 | 明治23年12月17日 町制 成岩町 | 成岩町                                            | 成岩町                                            | 昭和12年10月1日 合併・市制 半田市 | 昭和12年10月1日 合併・市制 半田市         | 半田市                              | 半田市                | 半田市        |
| 横須賀村                 | 横須賀村     | 横須賀村       | 横須賀村       | 横須賀村       | 横須賀町              | 横須賀町                     | 横須賀町                     | 横須賀町                     | 明治39年5月1日 合併 横須賀町                      | 明治39年5月1日 合併 横須賀町                      | 横須賀町                          | 横須賀町                                  | 昭和44年4月1日 合併・市制 東海市    | 東海市                | 東海市        |
| 横須賀村                 | 横須賀村     | 横須賀村       | 高横須賀村     | 高横須賀村     | 高横須賀村            | 高横須賀村                   | 高横須賀村                   | 高横須賀村                   | 明治39年5月1日 合併 横須賀町                      | 明治39年5月1日 合併 横須賀町                      | 横須賀町                          | 横須賀町                                  | 昭和44年4月1日 合併・市制 東海市    | 東海市                | 東海市        |
| 藪村                     | 横須賀村     | 横須賀村       | 養父村         | 養父村         | 養父村                | 養父村                       | 養父村                       | 養父村                       | 明治39年5月1日 合併 横須賀町                      | 明治39年5月1日 合併 横須賀町                      | 横須賀町                          | 横須賀町                                  | 昭和44年4月1日 合併・市制 東海市    | 東海市                | 東海市        |
| 大里村                   | 大田村       | 大田村         | 大田村         | 大田村         | 大田村                | 大田村                       | 大田村                       | 大田村                       | 明治39年5月1日 合併 横須賀町                      | 明治39年5月1日 合併 横須賀町                      | 横須賀町                          | 横須賀町                                  | 昭和44年4月1日 合併・市制 東海市    | 東海市                | 東海市        |
| 木田村                   | 大田村       | 大田村         | 大田村         | 大田村         | 大田村                | 大田村                       | 大田村                       | 大田村                       | 明治39年5月1日 合併 横須賀町                      | 明治39年5月1日 合併 横須賀町                      | 横須賀町                          | 横須賀町                                  | 昭和44年4月1日 合併・市制 東海市    | 東海市                | 東海市        |
| 加木屋村                 | 加木屋村     | 加木屋村       | 加木屋村       | 加木屋村       | 加木屋村              | 加木屋村                     | 加木屋村                     | 加木屋村                     | 明治39年5月1日 合併 横須賀町                      | 明治39年5月1日 合併 横須賀町                      | 横須賀町                          | 横須賀町                                  | 昭和44年4月1日 合併・市制 東海市    | 東海市                | 東海市        |
| 名和村                   | 名和村       | 名和村         | 名和村         | 名和村         | 名和村                | 名和村                       | 名和村                       | 名和村                       | 明治39年4月13日 合併 上野村                       | 明治39年4月13日 合併 上野村                       | 昭和15年2月11日 町制 上野町       | 昭和15年2月11日 町制 上野町               | 昭和44年4月1日 合併・市制 東海市    | 東海市                | 東海市        |
| 名和前新田               |              | 名和村         | 名和村         | 名和村         | 名和村                | 名和村                       | 名和村                       | 名和村                       | 明治39年4月13日 合併 上野村                       | 明治39年4月13日 合併 上野村                       | 昭和15年2月11日 町制 上野町       | 昭和15年2月11日 町制 上野町               | 昭和44年4月1日 合併・市制 東海市    | 東海市                | 東海市        |
| 浅山新田                 |              | 名和村         | 名和村         | 名和村         | 名和村                | 名和村                       | 名和村                       | 名和村                       | 明治39年4月13日 合併 上野村                       | 明治39年4月13日 合併 上野村                       | 昭和15年2月11日 町制 上野町       | 昭和15年2月11日 町制 上野町               | 昭和44年4月1日 合併・市制 東海市    | 東海市                | 東海市        |
| 新宝新田                 | 新宝新田     | 愛知郡南柴田村 | 愛知郡南柴田村 | 愛知郡南柴田村 | 名和村                | 名和村                       | 名和村                       | 名和村                       | 明治39年4月13日 合併 上野村                       | 明治39年4月13日 合併 上野村                       | 昭和15年2月11日 町制 上野町       | 昭和15年2月11日 町制 上野町               | 昭和44年4月1日 合併・市制 東海市    | 東海市                | 東海市        |
| 愛知郡 柴田新田 （一部） |              | 愛知郡南柴田村 | 愛知郡南柴田村 | 愛知郡南柴田村 | 名和村                | 名和村                       | 名和村                       | 名和村                       | 明治39年4月13日 合併 上野村                       | 明治39年4月13日 合併 上野村                       | 昭和15年2月11日 町制 上野町       | 昭和15年2月11日 町制 上野町               | 昭和44年4月1日 合併・市制 東海市    | 東海市                | 東海市        |
| 富田村                   | 富田村       | 富木島村       | 富木島村       | 富木島村       | 富木島村              | 富木島村                     | 富木島村                     | 富木島村                     | 明治39年4月13日 合併 上野村                       | 明治39年4月13日 合併 上野村                       | 昭和15年2月11日 町制 上野町       | 昭和15年2月11日 町制 上野町               | 昭和44年4月1日 合併・市制 東海市    | 東海市                | 東海市        |
| 木庭村                   |              | 富木島村       | 富木島村       | 富木島村       | 富木島村              | 富木島村                     | 富木島村                     | 富木島村                     | 明治39年4月13日 合併 上野村                       | 明治39年4月13日 合併 上野村                       | 昭和15年2月11日 町制 上野町       | 昭和15年2月11日 町制 上野町               | 昭和44年4月1日 合併・市制 東海市    | 東海市                | 東海市        |
| 姫島村                   |              | 富木島村       | 富木島村       | 富木島村       | 富木島村              | 富木島村                     | 富木島村                     | 富木島村                     | 明治39年4月13日 合併 上野村                       | 明治39年4月13日 合併 上野村                       | 昭和15年2月11日 町制 上野町       | 昭和15年2月11日 町制 上野町               | 昭和44年4月1日 合併・市制 東海市    | 東海市                | 東海市        |
| 平島村                   | 荒尾村       | 荒尾村         | 荒尾村         | 荒尾村         | 荒尾村                | 荒尾村                       | 荒尾村                       | 荒尾村                       | 明治39年4月13日 合併 上野村                       | 明治39年4月13日 合併 上野村                       | 昭和15年2月11日 町制 上野町       | 昭和15年2月11日 町制 上野町               | 昭和44年4月1日 合併・市制 東海市    | 東海市                | 東海市        |
| 渡内村                   | 荒尾村       | 荒尾村         | 荒尾村         | 荒尾村         | 荒尾村                | 荒尾村                       | 荒尾村                       | 荒尾村                       | 明治39年4月13日 合併 上野村                       | 明治39年4月13日 合併 上野村                       | 昭和15年2月11日 町制 上野町       | 昭和15年2月11日 町制 上野町               | 昭和44年4月1日 合併・市制 東海市    | 東海市                | 東海市        |
| 清水村                   | 荒尾村       | 荒尾村         | 荒尾村         | 荒尾村         | 荒尾村                | 荒尾村                       | 荒尾村                       | 荒尾村                       | 明治39年4月13日 合併 上野村                       | 明治39年4月13日 合併 上野村                       | 昭和15年2月11日 町制 上野町       | 昭和15年2月11日 町制 上野町               | 昭和44年4月1日 合併・市制 東海市    | 東海市                | 東海市        |
| 寺中村                   | 荒尾村       | 荒尾村         | 荒尾村         | 荒尾村         | 荒尾村                | 荒尾村                       | 荒尾村                       | 荒尾村                       | 明治39年4月13日 合併 上野村                       | 明治39年4月13日 合併 上野村                       | 昭和15年2月11日 町制 上野町       | 昭和15年2月11日 町制 上野町               | 昭和44年4月1日 合併・市制 東海市    | 東海市                | 東海市        |
| 加家村                   | 荒尾村       | 荒尾村         | 荒尾村         | 荒尾村         | 荒尾村                | 荒尾村                       | 荒尾村                       | 荒尾村                       | 明治39年4月13日 合併 上野村                       | 明治39年4月13日 合併 上野村                       | 昭和15年2月11日 町制 上野町       | 昭和15年2月11日 町制 上野町               | 昭和44年4月1日 合併・市制 東海市    | 東海市                | 東海市        |
| 岡田村                   | 岡田村       | 岡田村         | 岡田村         | 岡田村         | 岡田村                | 岡田村                       | 岡田村                       | 明治36年5月6日 町制 岡田町   | 岡田町                                            | 岡田町                                            | 岡田町                            | 昭和30年4月1日 合併 知多町                | 昭和45年9月1日 市制 知多市          | 知多市                | 知多市        |
| 平井村                   | 平井村       | 八幡村         | 八幡村         | 八幡村         | 八幡村                | 八幡村                       | 八幡村                       | 八幡村                       | 明治39年4月13日 合併 八幡村                       | 明治39年4月13日 合併 八幡村                       | 大正11年4月1日 町制 八幡町        | 昭和30年4月1日 合併 知多町                | 昭和45年9月1日 市制 知多市          | 知多市                | 知多市        |
| 中島村                   |              | 八幡村         | 八幡村         | 八幡村         | 八幡村                | 八幡村                       | 八幡村                       | 八幡村                       | 明治39年4月13日 合併 八幡村                       | 明治39年4月13日 合併 八幡村                       | 大正11年4月1日 町制 八幡町        | 昭和30年4月1日 合併 知多町                | 昭和45年9月1日 市制 知多市          | 知多市                | 知多市        |
| 堀之内村                 |              | 八幡村         | 八幡村         | 八幡村         | 八幡村                | 八幡村                       | 八幡村                       | 八幡村                       | 明治39年4月13日 合併 八幡村                       | 明治39年4月13日 合併 八幡村                       | 大正11年4月1日 町制 八幡町        | 昭和30年4月1日 合併 知多町                | 昭和45年9月1日 市制 知多市          | 知多市                | 知多市        |
| 迫間村                   |              | 八幡村         | 八幡村         | 八幡村         | 八幡村                | 八幡村                       | 八幡村                       | 八幡村                       | 明治39年4月13日 合併 八幡村                       | 明治39年4月13日 合併 八幡村                       | 大正11年4月1日 町制 八幡町        | 昭和30年4月1日 合併 知多町                | 昭和45年9月1日 市制 知多市          | 知多市                | 知多市        |
| 古見村                   | 古見村       | 新知村         | 新知村         | 新知村         | 新知村                | 新知村                       | 新知村                       | 新知村                       | 明治39年4月13日 合併 八幡村                       | 明治39年4月13日 合併 八幡村                       | 大正11年4月1日 町制 八幡町        | 昭和30年4月1日 合併 知多町                | 昭和45年9月1日 市制 知多市          | 知多市                | 知多市        |
| 朝倉村                   |              | 新知村         | 新知村         | 新知村         | 新知村                | 新知村                       | 新知村                       | 新知村                       | 明治39年4月13日 合併 八幡村                       | 明治39年4月13日 合併 八幡村                       | 大正11年4月1日 町制 八幡町        | 昭和30年4月1日 合併 知多町                | 昭和45年9月1日 市制 知多市          | 知多市                | 知多市        |
| 佐布里村                 | 佐布里村     | 佐布里村       | 佐布里村       | 佐布里村       | 佐布里村              | 佐布里村                     | 佐布里村                     | 佐布里村                     | 明治39年4月13日 合併 八幡村                       | 明治39年4月13日 合併 八幡村                       | 大正11年4月1日 町制 八幡町        | 昭和30年4月1日 合併 知多町                | 昭和45年9月1日 市制 知多市          | 知多市                | 知多市        |
| 森村                     | 森村         | 日長村         | 日長村         | 日長村         | 日長村                | 日長村                       | 日長村                       | 日長村                       | 明治39年4月10日 合併 旭村                         | 明治39年4月10日 合併 旭村                         | 昭和27年4月1日 町制 旭町          | 昭和30年4月1日 合併 知多町                | 昭和45年9月1日 市制 知多市          | 知多市                | 知多市        |
| 松原村                   |              | 日長村         | 日長村         | 日長村         | 日長村                | 日長村                       | 日長村                       | 日長村                       | 明治39年4月10日 合併 旭村                         | 明治39年4月10日 合併 旭村                         | 昭和27年4月1日 町制 旭町          | 昭和30年4月1日 合併 知多町                | 昭和45年9月1日 市制 知多市          | 知多市                | 知多市        |
| 鍛治屋村                 |              | 日長村         | 日長村         | 日長村         | 日長村                | 日長村                       | 日長村                       | 日長村                       | 明治39年4月10日 合併 旭村                         | 明治39年4月10日 合併 旭村                         | 昭和27年4月1日 町制 旭町          | 昭和30年4月1日 合併 知多町                | 昭和45年9月1日 市制 知多市          | 知多市                | 知多市        |
| 北粕谷村                 | 北粕谷村     | 金沢村         | 金沢村         | 金沢村         | 金沢村                | 金沢村                       | 金沢村                       | 金沢村                       | 明治39年4月10日 合併 旭村                         | 明治39年4月10日 合併 旭村                         | 昭和27年4月1日 町制 旭町          | 昭和30年4月1日 合併 知多町                | 昭和45年9月1日 市制 知多市          | 知多市                | 知多市        |
| 羽根村                   |              | 金沢村         | 金沢村         | 金沢村         | 金沢村                | 金沢村                       | 金沢村                       | 金沢村                       | 明治39年4月10日 合併 旭村                         | 明治39年4月10日 合併 旭村                         | 昭和27年4月1日 町制 旭町          | 昭和30年4月1日 合併 知多町                | 昭和45年9月1日 市制 知多市          | 知多市                | 知多市        |
| 南粕谷村                 | 南粕谷村     | 金沢村         | 南粕谷村       | 南粕谷村       | 金沢村                | 金沢村                       | 金沢村                       | 金沢村                       | 明治39年4月10日 合併 旭村                         | 明治39年4月10日 合併 旭村                         | 昭和27年4月1日 町制 旭町          | 昭和30年4月1日 合併 知多町                | 昭和45年9月1日 市制 知多市          | 知多市                | 知多市        |
| 大興寺村                 | 大興寺村     | 金沢村         | 大興寺村       | 大興寺村       | 金沢村                | 金沢村                       | 金沢村                       | 金沢村                       | 明治39年4月10日 合併 旭村                         | 明治39年4月10日 合併 旭村                         | 昭和27年4月1日 町制 旭町          | 昭和30年4月1日 合併 知多町                | 昭和45年9月1日 市制 知多市          | 知多市                | 知多市        |
| 大草村                   | 大草村       | 金沢村         | 大草村         | 大草村         | 金沢村                | 金沢村                       | 金沢村                       | 金沢村                       | 明治39年4月10日 合併 旭村                         | 明治39年4月10日 合併 旭村                         | 昭和27年4月1日 町制 旭町          | 昭和30年4月1日 合併 知多町                | 昭和45年9月1日 市制 知多市          | 知多市                | 知多市        |
| 稗之宮村                 | 稗之宮村     | 阿久比村       | 阿久比村       | 阿久比村       | 阿久比村              | 阿久比村                     | 阿久比村                     | 阿久比村                     | 明治39年5月1日 合併 阿久比村                      | 明治39年5月1日 合併 阿久比村                      | 阿久比村                          | 昭和28年1月1日 町制 阿久比町              | 阿久比町                            | 阿久比町              | 阿久比町      |
| 椋原村                   | 椋原村       | 阿久比村       | 阿久比村       | 椋岡村         | 阿久比村              | 阿久比村                     | 阿久比村                     | 阿久比村                     | 明治39年5月1日 合併 阿久比村                      | 明治39年5月1日 合併 阿久比村                      | 阿久比村                          | 昭和28年1月1日 町制 阿久比町              | 阿久比町                            | 阿久比町              | 阿久比町      |
| 角岡村                   |              | 阿久比村       | 阿久比村       | 椋岡村         | 阿久比村              | 阿久比村                     | 阿久比村                     | 阿久比村                     | 明治39年5月1日 合併 阿久比村                      | 明治39年5月1日 合併 阿久比村                      | 阿久比村                          | 昭和28年1月1日 町制 阿久比町              | 阿久比町                            | 阿久比町              | 阿久比町      |
| 矢口村                   | 矢口村       | 阿久比村       | 阿久比村       | 矢高村         | 阿久比村              | 阿久比村                     | 阿久比村                     | 阿久比村                     | 明治39年5月1日 合併 阿久比村                      | 明治39年5月1日 合併 阿久比村                      | 阿久比村                          | 昭和28年1月1日 町制 阿久比町              | 阿久比町                            | 阿久比町              | 阿久比町      |
| 高岡村                   |              | 阿久比村       | 阿久比村       | 矢高村         | 阿久比村              | 阿久比村                     | 阿久比村                     | 阿久比村                     | 明治39年5月1日 合併 阿久比村                      | 明治39年5月1日 合併 阿久比村                      | 阿久比村                          | 昭和28年1月1日 町制 阿久比町              | 阿久比町                            | 阿久比町              | 阿久比町      |
| 植村                     | 植村         | 阿久比村       | 阿久比村       | 植大村         | 阿久比村              | 阿久比村                     | 阿久比村                     | 阿久比村                     | 明治39年5月1日 合併 阿久比村                      | 明治39年5月1日 合併 阿久比村                      | 阿久比村                          | 昭和28年1月1日 町制 阿久比町              | 阿久比町                            | 阿久比町              | 阿久比町      |
| 大古根村                 |              | 阿久比村       | 阿久比村       | 植大村         | 阿久比村              | 阿久比村                     | 阿久比村                     | 阿久比村                     | 明治39年5月1日 合併 阿久比村                      | 明治39年5月1日 合併 阿久比村                      | 阿久比村                          | 昭和28年1月1日 町制 阿久比町              | 阿久比町                            | 阿久比町              | 阿久比町      |
| 卯之山村                 | 卯之山村     | 阿久比村       | 阿久比村       | 卯坂村         | 上阿久比村            | 上阿久比村                   | 上阿久比村                   | 上阿久比村                   | 明治39年5月1日 合併 阿久比村                      | 明治39年5月1日 合併 阿久比村                      | 阿久比村                          | 昭和28年1月1日 町制 阿久比町              | 阿久比町                            | 阿久比町              | 阿久比町      |
| 坂部村                   |              | 阿久比村       | 阿久比村       | 卯坂村         | 上阿久比村            | 上阿久比村                   | 上阿久比村                   | 上阿久比村                   | 明治39年5月1日 合併 阿久比村                      | 明治39年5月1日 合併 阿久比村                      | 阿久比村                          | 昭和28年1月1日 町制 阿久比町              | 阿久比町                            | 阿久比町              | 阿久比町      |
| 草木村                   | 草木村       | 阿久比村       | 阿久比村       | 草木村         | 上阿久比村            | 上阿久比村                   | 上阿久比村                   | 上阿久比村                   | 明治39年5月1日 合併 阿久比村                      | 明治39年5月1日 合併 阿久比村                      | 阿久比村                          | 昭和28年1月1日 町制 阿久比町              | 阿久比町                            | 阿久比町              | 阿久比町      |
| 白沢村                   | 白沢村       | 阿久比村       | 阿久比村       | 白沢村         | 上阿久比村            | 上阿久比村                   | 上阿久比村                   | 上阿久比村                   | 明治39年5月1日 合併 阿久比村                      | 明治39年5月1日 合併 阿久比村                      | 阿久比村                          | 昭和28年1月1日 町制 阿久比町              | 阿久比町                            | 阿久比町              | 阿久比町      |
| 宮津村                   | 宮津村       | 阿久比村       | 阿久比村       | 宮津村         | 東阿久比村            | 東阿久比村                   | 東阿久比村                   | 東阿久比村                   | 明治39年5月1日 合併 阿久比村                      | 明治39年5月1日 合併 阿久比村                      | 阿久比村                          | 昭和28年1月1日 町制 阿久比町              | 阿久比町                            | 阿久比町              | 阿久比町      |
| 福住村                   | 福住村       | 阿久比村       | 阿久比村       | 福住村         | 東阿久比村            | 東阿久比村                   | 東阿久比村                   | 東阿久比村                   | 明治39年5月1日 合併 阿久比村                      | 明治39年5月1日 合併 阿久比村                      | 阿久比村                          | 昭和28年1月1日 町制 阿久比町              | 阿久比町                            | 阿久比町              | 阿久比町      |
| 板山村                   | 板山村       | 阿久比村       | 阿久比村       | 板山村         | 東阿久比村            | 東阿久比村                   | 東阿久比村                   | 東阿久比村                   | 明治39年5月1日 合併 阿久比村                      | 明治39年5月1日 合併 阿久比村                      | 阿久比村                          | 昭和28年1月1日 町制 阿久比町              | 阿久比町                            | 阿久比町              | 阿久比町      |
| 萩村                     | 萩村         | 阿久比村       | 阿久比村       | 萩村           | 東阿久比村            | 東阿久比村                   | 東阿久比村                   | 東阿久比村                   | 明治39年5月1日 合併 阿久比村                      | 明治39年5月1日 合併 阿久比村                      | 阿久比村                          | 昭和28年1月1日 町制 阿久比町              | 阿久比町                            | 阿久比町              | 阿久比町      |
| 横松村                   | 横松村       | 阿久比村       | 阿久比村       | 横松村         | 東阿久比村            | 東阿久比村                   | 東阿久比村                   | 東阿久比村                   | 明治39年5月1日 合併 阿久比村                      | 明治39年5月1日 合併 阿久比村                      | 阿久比村                          | 昭和28年1月1日 町制 阿久比町              | 阿久比町                            | 阿久比町              | 阿久比町      |
| 長尾村                   | 長尾村       | 武豊村         | 武豊村         | 武豊村         | 武豊村                | 明治24年2月17日 町制 武豊町  | 明治24年2月17日 町制 武豊町  | 明治24年2月17日 町制 武豊町  | 武豊町                                            | 武豊町                                            | 武豊町                            | 昭和30年10月5日 合併 武豊町               | 武豊町                              | 武豊町                | 武豊町        |
| 大足村                   |              | 武豊村         | 武豊村         | 武豊村         | 武豊村                | 明治24年2月17日 町制 武豊町  | 明治24年2月17日 町制 武豊町  | 明治24年2月17日 町制 武豊町  | 武豊町                                            | 武豊町                                            | 武豊町                            | 昭和30年10月5日 合併 武豊町               | 武豊町                              | 武豊町                | 武豊町        |
| 富貴村                   | 富貴村       | 三芳村         | 富貴村         | 富貴村         | 富貴村                | 富貴村                       | 富貴村                       | 富貴村                       | 富貴村                                            | 富貴村                                            | 富貴村                            | 昭和30年10月5日 合併 武豊町               | 武豊町                              | 武豊町                | 武豊町        |
| 市原村                   |              | 三芳村         | 富貴村         | 富貴村         | 富貴村                | 富貴村                       | 富貴村                       | 富貴村                       | 富貴村                                            | 富貴村                                            | 富貴村                            | 昭和30年10月5日 合併 武豊町               | 武豊町                              | 武豊町                | 武豊町        |
| 東大高村                 | 東大高村     | 三芳村         | 東大高村       | 東大高村       | 富貴村                | 富貴村                       | 富貴村                       | 富貴村                       | 富貴村                                            | 富貴村                                            | 富貴村                            | 昭和30年10月5日 合併 武豊町               | 武豊町                              | 武豊町                | 武豊町        |
| 大野村                   | 大野村       | 大野村         | 大野村         | 大野村         | 大野町                | 大野町                       | 大野町                       | 大野町                       | 大野町                                            | 大野町                                            | 大野町                            | 昭和29年4月1日 合併・市制 常滑市          | 常滑市                              | 常滑市                | 常滑市        |
| 西之口村                 | 西之口村     | 大野村         | 西之口村       | 西之口村       | 西之口村              | 西之口村                     | 西之口村                     | 西之口村                     | 明治39年5月1日 合併 鬼崎村                        | 明治39年5月1日 合併 鬼崎村                        | 昭和26年10月1日 町制 鬼崎町       | 昭和29年4月1日 合併・市制 常滑市          | 常滑市                              | 常滑市                | 常滑市        |
| 西之口村                 | 西之口村     | 大野村         | 蒲池村         |                | 西之口村              | 西之口村                     | 西之口村                     | 西之口村                     | 明治39年5月1日 合併 鬼崎村                        | 明治39年5月1日 合併 鬼崎村                        | 昭和26年10月1日 町制 鬼崎町       | 昭和29年4月1日 合併・市制 常滑市          | 常滑市                              | 常滑市                | 常滑市        |
| 榎戸村                   | 榎戸村       | 大野村         | 榎戸村         | 榎戸村         | 榎戸村                | 榎戸村                       | 榎戸村                       | 榎戸村                       | 明治39年5月1日 合併 鬼崎村                        | 明治39年5月1日 合併 鬼崎村                        | 昭和26年10月1日 町制 鬼崎町       | 昭和29年4月1日 合併・市制 常滑市          | 常滑市                              | 常滑市                | 常滑市        |
| 鬼ケ崎新田               | 榎戸村       | 大野村         | 榎戸村         | 榎戸村         | 榎戸村                | 榎戸村                       | 榎戸村                       | 榎戸村                       | 明治39年5月1日 合併 鬼崎村                        | 明治39年5月1日 合併 鬼崎村                        | 昭和26年10月1日 町制 鬼崎町       | 昭和29年4月1日 合併・市制 常滑市          | 常滑市                              | 常滑市                | 常滑市        |
| 多屋村                   | 多屋村       | 常滑村         | 常滑村         | 多屋村         | 多屋村                | 多屋村                       | 多屋村                       | 多屋村                       | 明治39年5月1日 合併 鬼崎村                        | 明治39年5月1日 合併 鬼崎村                        | 昭和26年10月1日 町制 鬼崎町       | 昭和29年4月1日 合併・市制 常滑市          | 常滑市                              | 常滑市                | 常滑市        |
| 常滑村                   | 常滑村       | 常滑村         | 常滑村         | 常滑村         | 常滑村                | 明治23年12月17日 町制 常滑町 | 明治23年12月17日 町制 常滑町 | 明治23年12月17日 町制 常滑町 | 常滑町                                            | 常滑町                                            | 常滑町                            | 昭和29年4月1日 合併・市制 常滑市          | 常滑市                              | 常滑市                | 常滑市        |
| 瀬木村                   |              | 常滑村         | 常滑村         | 常滑村         | 常滑村                | 明治23年12月17日 町制 常滑町 | 明治23年12月17日 町制 常滑町 | 明治23年12月17日 町制 常滑町 | 常滑町                                            | 常滑町                                            | 常滑町                            | 昭和29年4月1日 合併・市制 常滑市          | 常滑市                              | 常滑市                | 常滑市        |
| 北条村                   |              | 常滑村         | 常滑村         | 常滑村         | 常滑村                | 明治23年12月17日 町制 常滑町 | 明治23年12月17日 町制 常滑町 | 明治23年12月17日 町制 常滑町 | 常滑町                                            | 常滑町                                            | 常滑町                            | 昭和29年4月1日 合併・市制 常滑市          | 常滑市                              | 常滑市                | 常滑市        |
| 樽水村                   | 樽水村       | 佐合村         | 樽水村         | 樽水村         | 樽水村                | 樽水村                       | 樽水村                       | 樽水村                       | 明治39年5月1日 合併 枳豆志村                      | 明治44年12月10日 町制・改称 西浦町                | 西浦町                            | 昭和29年4月1日 合併・市制 常滑市          | 常滑市                              | 常滑市                | 常滑市        |
| 西阿野村                 | 西阿野村     | 佐合村         | 西阿野村       | 西阿野村       | 西阿野村              | 西阿野村                     | 西阿野村                     | 西阿野村                     | 明治39年5月1日 合併 枳豆志村                      | 明治44年12月10日 町制・改称 西浦町                | 西浦町                            | 昭和29年4月1日 合併・市制 常滑市          | 常滑市                              | 常滑市                | 常滑市        |
| 古場村                   | 古場村       | 中橋村         | 古場村         | 古場村         | 古場村                | 古場村                       | 古場村                       | 古場村                       | 明治39年5月1日 合併 枳豆志村                      | 明治44年12月10日 町制・改称 西浦町                | 西浦町                            | 昭和29年4月1日 合併・市制 常滑市          | 常滑市                              | 常滑市                | 常滑市        |
| 熊野村                   | 熊野村       | 中橋村         | 熊野村         | 古場村         | 古場村                | 古場村                       | 古場村                       | 古場村                       | 明治39年5月1日 合併 枳豆志村                      | 明治44年12月10日 町制・改称 西浦町                | 西浦町                            | 昭和29年4月1日 合併・市制 常滑市          | 常滑市                              | 常滑市                | 常滑市        |
| 檜原村                   | 檜原村       | 中橋村         | 檜原村         | 古場村         | 古場村                | 古場村                       | 古場村                       | 古場村                       | 明治39年5月1日 合併 枳豆志村                      | 明治44年12月10日 町制・改称 西浦町                | 西浦町                            | 昭和29年4月1日 合併・市制 常滑市          | 常滑市                              | 常滑市                | 常滑市        |
| 苅屋村                   | 苅屋村       | 中橋村         | 苅屋村         | 苅屋村         | 苅屋村                | 苅屋村                       | 苅屋村                       | 苅屋村                       | 明治39年5月1日 合併 枳豆志村                      | 明治44年12月10日 町制・改称 西浦町                | 西浦町                            | 昭和29年4月1日 合併・市制 常滑市          | 常滑市                              | 常滑市                | 常滑市        |
| 久米村                   | 久米村       | 米田村         | 久米村         | 久米村         | 久米村                | 久米村                       | 久米村                       | 久米村                       | 明治39年5月1日 合併 三和村                        | 明治39年5月1日 合併 三和村                        | 三和村                            | 昭和29年4月1日 合併・市制 常滑市          | 常滑市                              | 常滑市                | 常滑市        |
| 矢田村                   | 矢田村       | 米田村         | 矢田村         | 矢田村         | 矢田村                | 矢田村                       | 矢田村                       | 矢田村                       | 明治39年5月1日 合併 三和村                        | 明治39年5月1日 合併 三和村                        | 三和村                            | 昭和29年4月1日 合併・市制 常滑市          | 常滑市                              | 常滑市                | 常滑市        |
| 小倉村                   | 小倉村       | 金山村         | 金山村         | 金山村         | 金山村                | 金山村                       | 金山村                       | 金山村                       | 明治39年5月1日 合併 三和村                        | 明治39年5月1日 合併 三和村                        | 三和村                            | 昭和29年4月1日 合併・市制 常滑市          | 常滑市                              | 常滑市                | 常滑市        |
| 前山村                   |              | 金山村         | 金山村         | 金山村         | 金山村                | 金山村                       | 金山村                       | 金山村                       | 明治39年5月1日 合併 三和村                        | 明治39年5月1日 合併 三和村                        | 三和村                            | 昭和29年4月1日 合併・市制 常滑市          | 常滑市                              | 常滑市                | 常滑市        |
| 宮山村                   |              | 金山村         | 金山村         | 金山村         | 金山村                | 金山村                       | 金山村                       | 金山村                       | 明治39年5月1日 合併 三和村                        | 明治39年5月1日 合併 三和村                        | 三和村                            | 昭和29年4月1日 合併・市制 常滑市          | 常滑市                              | 常滑市                | 常滑市        |
| 石瀬村                   |              | 金山村         | 金山村         | 金山村         | 金山村                | 金山村                       | 金山村                       | 金山村                       | 明治39年5月1日 合併 三和村                        | 明治39年5月1日 合併 三和村                        | 三和村                            | 昭和29年4月1日 合併・市制 常滑市          | 常滑市                              | 常滑市                | 常滑市        |
| 小鈴ケ谷村               | 小鈴ケ谷村   | 三谷村         | 三谷村         | 小鈴谷村       | 小鈴谷村              | 小鈴谷村                     | 小鈴谷村                     | 小鈴谷村                     | 明治39年6月16日 合併 小鈴谷村                     | 明治39年6月16日 合併 小鈴谷村                     | 昭和27年7月1日 町制 小鈴谷町      | 昭和32年3月31日 常滑市に編入              | 常滑市                              | 常滑市                | 常滑市        |
| 広目村                   | 広目村       | 三谷村         | 三谷村         | 広目村         | 小鈴谷村              | 小鈴谷村                     | 小鈴谷村                     | 小鈴谷村                     | 明治39年6月16日 合併 小鈴谷村                     | 明治39年6月16日 合併 小鈴谷村                     | 昭和27年7月1日 町制 小鈴谷町      | 昭和32年3月31日 常滑市に編入              | 常滑市                              | 常滑市                | 常滑市        |
| 大谷村                   | 大谷村       | 三谷村         | 三谷村         | 大谷村         | 大谷村                | 大谷村                       | 大谷村                       | 大谷村                       | 明治39年6月16日 合併 小鈴谷村                     | 明治39年6月16日 合併 小鈴谷村                     | 昭和27年7月1日 町制 小鈴谷町      | 昭和32年3月31日 常滑市に編入              | 常滑市                              | 常滑市                | 常滑市        |
| 坂井村                   | 坂井村       | 稲早村         | 坂井村         | 坂井村         | 坂井村                | 坂井村                       | 坂井村                       | 坂井村                       | 明治39年6月16日 合併 小鈴谷村                     | 明治39年6月16日 合併 小鈴谷村                     | 昭和27年7月1日 町制 小鈴谷町      | 昭和32年3月31日 常滑市に編入              | 常滑市                              | 常滑市                | 常滑市        |
| 上野間村                 | 上野間村     | 稲早村         | 上野間村       | 上野間村       | 上野間村              | 上野間村                     | 上野間村                     | 上野間村                     | 明治39年6月16日 合併 小鈴谷村                     | 明治39年6月16日 合併 小鈴谷村                     | 昭和27年7月1日 町制 小鈴谷町      | 昭和32年3月31日 美浜町に編入              | 美浜町                              | 美浜町                | 美浜町        |
| 柿並村                   | 柿並村       | 野間村         | 野間村         | 野間村         | 野間村                | 野間村                       | 野間村                       | 野間村                       | 明治39年7月1日 合併 野間村                        | 明治39年7月1日 合併 野間村                        | 昭和17年7月1日 町制 野間町        | 昭和30年4月1日 合併 美浜町                | 美浜町                              | 美浜町                | 美浜町        |
| 細目村                   |              | 野間村         | 野間村         | 野間村         | 野間村                | 野間村                       | 野間村                       | 野間村                       | 明治39年7月1日 合併 野間村                        | 明治39年7月1日 合併 野間村                        | 昭和17年7月1日 町制 野間町        | 昭和30年4月1日 合併 美浜町                | 美浜町                              | 美浜町                | 美浜町        |
| 一色村                   |              | 野間村         | 野間村         | 野間村         | 野間村                | 野間村                       | 野間村                       | 野間村                       | 明治39年7月1日 合併 野間村                        | 明治39年7月1日 合併 野間村                        | 昭和17年7月1日 町制 野間町        | 昭和30年4月1日 合併 美浜町                | 美浜町                              | 美浜町                | 美浜町        |
| 小野浦村                 | 小野浦村     | 野間村         | 小野浦村       | 小野浦村       | 野間村                | 野間村                       | 野間村                       | 野間村                       | 明治39年7月1日 合併 野間村                        | 明治39年7月1日 合併 野間村                        | 昭和17年7月1日 町制 野間町        | 昭和30年4月1日 合併 美浜町                | 美浜町                              | 美浜町                | 美浜町        |
| 北奥田村                 | 北奥田村     | 奥田村         | 奥田村         | 奥田村         | 奥田村                | 奥田村                       | 奥田村                       | 奥田村                       | 明治39年7月1日 合併 野間村                        | 明治39年7月1日 合併 野間村                        | 昭和17年7月1日 町制 野間町        | 昭和30年4月1日 合併 美浜町                | 美浜町                              | 美浜町                | 美浜町        |
| 南奥田村                 |              | 奥田村         | 奥田村         | 奥田村         | 奥田村                | 奥田村                       | 奥田村                       | 奥田村                       | 明治39年7月1日 合併 野間村                        | 明治39年7月1日 合併 野間村                        | 昭和17年7月1日 町制 野間町        | 昭和30年4月1日 合併 美浜町                | 美浜町                              | 美浜町                | 美浜町        |
| 布土村                   | 布土村       | 富沢村         | 富沢村         | 布土村         | 布土村                | 布土村                       | 布土村                       | 布土村                       | 明治39年7月1日 合併 河和町                        | 明治39年7月1日 合併 河和町                        | 河和町                            | 昭和30年4月1日 合併 美浜町                | 美浜町                              | 美浜町                | 美浜町        |
| 北方村                   | 北方村       | 富沢村         | 富沢村         | 北方村         | 布土村                | 布土村                       | 布土村                       | 布土村                       | 明治39年7月1日 合併 河和町                        | 明治39年7月1日 合併 河和町                        | 河和町                            | 昭和30年4月1日 合併 美浜町                | 美浜町                              | 美浜町                | 美浜町        |
| 時志村                   | 時志村       | 富沢村         | 富沢村         | 時志村         | 布土村                | 布土村                       | 布土村                       | 布土村                       | 明治39年7月1日 合併 河和町                        | 明治39年7月1日 合併 河和町                        | 河和町                            | 昭和30年4月1日 合併 美浜町                | 美浜町                              | 美浜町                | 美浜町        |
| 河和村                   | 河和村       | 三和村         | 三和村         | 河和村         | 河和村                | 河和村                       | 河和村                       | 明治36年5月6日 町制 河和町   | 明治39年7月1日 合併 河和町                        | 明治39年7月1日 合併 河和町                        | 河和町                            | 昭和30年4月1日 合併 美浜町                | 美浜町                              | 美浜町                | 美浜町        |
| 浦戸村                   | 浦戸村       | 三和村         | 三和村         | 浦戸村         | 河和村                | 河和村                       | 河和村                       | 明治36年5月6日 町制 河和町   | 明治39年7月1日 合併 河和町                        | 明治39年7月1日 合併 河和町                        | 河和町                            | 昭和30年4月1日 合併 美浜町                | 美浜町                              | 美浜町                | 美浜町        |
| 古布村                   | 古布村       | 三和村         | 三和村         | 古布村         | 豊丘村                | 豊丘村                       | 豊丘村                       | 豊丘村                       | 明治39年7月1日 合併 河和町                        | 明治39年7月1日 合併 河和町                        | 河和町                            | 昭和30年4月1日 合併 美浜町                | 美浜町                              | 美浜町                | 美浜町        |
| 矢梨村                   | 矢梨村       | 豊丘村         | 豊丘村         | 豊丘村         | 豊丘村                | 豊丘村                       | 豊丘村                       | 豊丘村                       | 明治39年7月1日 合併 河和町                        | 明治39年7月1日 合併 河和町                        | 河和町                            | 昭和30年4月1日 合併 美浜町                | 美浜町                              | 美浜町                | 美浜町        |
| 切山村                   |              | 豊丘村         | 豊丘村         | 豊丘村         | 豊丘村                | 豊丘村                       | 豊丘村                       | 豊丘村                       | 明治39年7月1日 合併 河和町                        | 明治39年7月1日 合併 河和町                        | 河和町                            | 昭和30年4月1日 合併 美浜町                | 美浜町                              | 美浜町                | 美浜町        |
| 乙方村                   | 乙方村       | 豊丘村         | 豊丘村         | 豊丘村         | 豊丘村                | 豊丘村                       | 豊丘村                       | 豊丘村                       | 明治39年7月1日 合併 豊浜町                        | 明治39年7月1日 合併 豊浜町                        | 豊浜町                            | 豊浜町                                    | 昭和36年6月1日 合併 南知多町        | 南知多町              | 南知多町      |
| 山田村                   |              | 豊丘村         | 豊丘村         | 豊丘村         | 豊丘村                | 豊丘村                       | 豊丘村                       | 豊丘村                       | 明治39年7月1日 合併 豊浜町                        | 明治39年7月1日 合併 豊浜町                        | 豊浜町                            | 豊浜町                                    | 昭和36年6月1日 合併 南知多町        | 南知多町              | 南知多町      |
| 須佐村                   | 須佐村       | 豊浜村         | 豊浜村         | 豊浜村         | 豊浜村                | 豊浜村                       | 豊浜村                       | 明治38年2月1日 町制 豊浜町   | 明治39年7月1日 合併 豊浜町                        | 明治39年7月1日 合併 豊浜町                        | 豊浜町                            | 豊浜町                                    | 昭和36年6月1日 合併 南知多町        | 南知多町              | 南知多町      |
| 中須村                   |              | 豊浜村         | 豊浜村         | 豊浜村         | 豊浜村                | 豊浜村                       | 豊浜村                       | 明治38年2月1日 町制 豊浜町   | 明治39年7月1日 合併 豊浜町                        | 明治39年7月1日 合併 豊浜町                        | 豊浜町                            | 豊浜町                                    | 昭和36年6月1日 合併 南知多町        | 南知多町              | 南知多町      |
| 岡部村                   | 岡部村       | 内海村         | 内海村         | 内海村         | 内海村                | 内海村                       | 内海村                       | 明治26年11月8日 町制 内海町  | 明治39年7月1日 合併 内海町                        | 明治39年7月1日 合併 内海町                        | 内海町                            | 内海町                                    | 昭和36年6月1日 合併 南知多町        | 南知多町              | 南知多町      |
| 中之郷村                 |              | 内海村         | 内海村         | 内海村         | 内海村                | 内海村                       | 内海村                       | 明治26年11月8日 町制 内海町  | 明治39年7月1日 合併 内海町                        | 明治39年7月1日 合併 内海町                        | 内海町                            | 内海町                                    | 昭和36年6月1日 合併 南知多町        | 南知多町              | 南知多町      |
| 北脇村                   |              | 内海村         | 内海村         | 内海村         | 内海村                | 内海村                       | 内海村                       | 明治26年11月8日 町制 内海町  | 明治39年7月1日 合併 内海町                        | 明治39年7月1日 合併 内海町                        | 内海町                            | 内海町                                    | 昭和36年6月1日 合併 南知多町        | 南知多町              | 南知多町      |
| 馬場村                   |              | 内海村         | 内海村         | 内海村         | 内海村                | 内海村                       | 内海村                       | 明治26年11月8日 町制 内海町  | 明治39年7月1日 合併 内海町                        | 明治39年7月1日 合併 内海町                        | 内海町                            | 内海町                                    | 昭和36年6月1日 合併 南知多町        | 南知多町              | 南知多町      |
| 西端村                   |              | 内海村         | 内海村         | 内海村         | 内海村                | 内海村                       | 内海村                       | 明治26年11月8日 町制 内海町  | 明治39年7月1日 合併 内海町                        | 明治39年7月1日 合併 内海町                        | 内海町                            | 内海町                                    | 昭和36年6月1日 合併 南知多町        | 南知多町              | 南知多町      |
| 東端村                   |              | 内海村         | 内海村         | 内海村         | 内海村                | 内海村                       | 内海村                       | 明治26年11月8日 町制 内海町  | 明治39年7月1日 合併 内海町                        | 明治39年7月1日 合併 内海町                        | 内海町                            | 内海町                                    | 昭和36年6月1日 合併 南知多町        | 南知多町              | 南知多町      |
| 利屋村                   |              | 内海村         | 内海村         | 内海村         | 内海村                | 内海村                       | 内海村                       | 明治26年11月8日 町制 内海町  | 明治39年7月1日 合併 内海町                        | 明治39年7月1日 合併 内海町                        | 内海町                            | 内海町                                    | 昭和36年6月1日 合併 南知多町        | 南知多町              | 南知多町      |
| 名切村                   |              | 内海村         | 内海村         | 内海村         | 内海村                | 内海村                       | 内海村                       | 明治26年11月8日 町制 内海町  | 明治39年7月1日 合併 内海町                        | 明治39年7月1日 合併 内海町                        | 内海町                            | 内海町                                    | 昭和36年6月1日 合併 南知多町        | 南知多町              | 南知多町      |
| 楠村                     |              | 内海村         | 内海村         | 内海村         | 内海村                | 内海村                       | 内海村                       | 明治26年11月8日 町制 内海町  | 明治39年7月1日 合併 内海町                        | 明治39年7月1日 合併 内海町                        | 内海町                            | 内海町                                    | 昭和36年6月1日 合併 南知多町        | 南知多町              | 南知多町      |
| 吹越村                   |              | 内海村         | 内海村         | 内海村         | 内海村                | 内海村                       | 内海村                       | 明治26年11月8日 町制 内海町  | 明治39年7月1日 合併 内海町                        | 明治39年7月1日 合併 内海町                        | 内海町                            | 内海町                                    | 昭和36年6月1日 合併 南知多町        | 南知多町              | 南知多町      |
| 内福寺村                 |              | 内海村         | 内海村         | 内海村         | 内海村                | 内海村                       | 内海村                       | 明治26年11月8日 町制 内海町  | 明治39年7月1日 合併 内海町                        | 明治39年7月1日 合併 内海町                        | 内海町                            | 内海町                                    | 昭和36年6月1日 合併 南知多町        | 南知多町              | 南知多町      |
| 久村                     | 久村         | 山海村         | 山海村         | 山海村         | 山海村                | 山海村                       | 山海村                       | 山海村                       | 明治39年7月1日 合併 内海町                        | 明治39年7月1日 合併 内海町                        | 内海町                            | 内海町                                    | 昭和36年6月1日 合併 南知多町        | 南知多町              | 南知多町      |
| 大泊村                   |              | 山海村         | 山海村         | 山海村         | 山海村                | 山海村                       | 山海村                       | 山海村                       | 明治39年7月1日 合併 内海町                        | 明治39年7月1日 合併 内海町                        | 内海町                            | 内海町                                    | 昭和36年6月1日 合併 南知多町        | 南知多町              | 南知多町      |
| 岩屋寺村                 |              | 山海村         | 山海村         | 山海村         | 山海村                | 山海村                       | 山海村                       | 山海村                       | 明治39年7月1日 合併 内海町                        | 明治39年7月1日 合併 内海町                        | 内海町                            | 内海町                                    | 昭和36年6月1日 合併 南知多町        | 南知多町              | 南知多町      |
| 大井村                   | 旭村         | 旭村           | 旭村           | 大井村         | 大井村                | 大井村                       | 大井村                       | 大井村                       | 明治39年7月1日 合併 師崎町                        | 明治39年7月1日 合併 師崎町                        | 師崎町                            | 師崎町                                    | 昭和36年6月1日 合併 南知多町        | 南知多町              | 南知多町      |
| 片名村                   | 旭村         | 旭村           | 旭村           | 片名村         | 大井村                | 大井村                       | 大井村                       | 大井村                       | 明治39年7月1日 合併 師崎町                        | 明治39年7月1日 合併 師崎町                        | 師崎町                            | 師崎町                                    | 昭和36年6月1日 合併 南知多町        | 南知多町              | 南知多町      |
| 師崎村                   | 鴻崎村       | 鴻崎村         | 師崎村         | 師崎村         | 師崎村                | 師崎村                       | 師崎村                       | 明治27年9月8日 町制 師崎町   | 明治39年7月1日 合併 師崎町                        | 明治39年7月1日 合併 師崎町                        | 師崎町                            | 師崎町                                    | 昭和36年6月1日 合併 南知多町        | 南知多町              | 南知多町      |
| 篠島村                   | 鴻崎村       | 鴻崎村         | 篠島村         | 篠島村         | 篠島村                | 篠島村                       | 篠島村                       | 篠島村                       | 篠島村                                            | 篠島村                                            | 篠島村                            | 篠島村                                    | 昭和36年6月1日 合併 南知多町        | 南知多町              | 南知多町      |
| 日間賀島村               | 鴻崎村       | 鴻崎村         | 日間賀島村     | 日間賀島村     | 日間賀島村            | 日間賀島村                   | 日間賀島村                   | 日間賀島村                   | 日間賀島村                                        | 日間賀島村                                        | 日間賀島村                        | 日間賀島村                                | 昭和36年6月1日 合併 南知多町        | 南知多町              | 南知多町      |

## 行政
歴代郡長
| 代 | 氏名 | 就任年月日                 | 退任年月日                | 備考                   |
| -- | ---- | -------------------------- | ------------------------- | ---------------------- |
| 1  |      | 明治11年（1878年）12月20日 |                           |                        |
|    |      |                            | 大正15年（1926年）6月30日 | 郡役所廃止により、廃官 |

## 関連文献
- 愛知県知多郡 編『知多郡史. 上巻』愛知県知多郡、1923年。NDLJP:978746。
- 愛知県知多郡 編『知多郡史. 中巻』愛知県知多郡、1923年。NDLJP:978747。
- 愛知県知多郡 編『知多郡史. 下巻』愛知県知多郡、1923年。NDLJP:978748。